# Фикус лировидный
Фи́кус лирови́дный (лат. Ficus lyrata) — вечнозеленое дерево, из рода Фикус семейства Тутовые (Moraceae).

## Описание
Фикус лировидный часто начинает своё существование как эпифит высоко в кроне другого дерева. Его длинные воздушные корни постепенно достигают почвы, где они оплетают ствол дерева-опоры и могут вызвать его отмирание. Также может развиваться как отдельно стоящее дерево, достигая высоты 12—15 метров. Листья крупные, кожистые, с восковым налетом, волнистыми краями, к концу расширяющиеся, по форме напоминают лиру или скрипку. Размер листа около 50 см в длину и 30 см в ширину. Плоды зеленые диаметром 2—3 см.

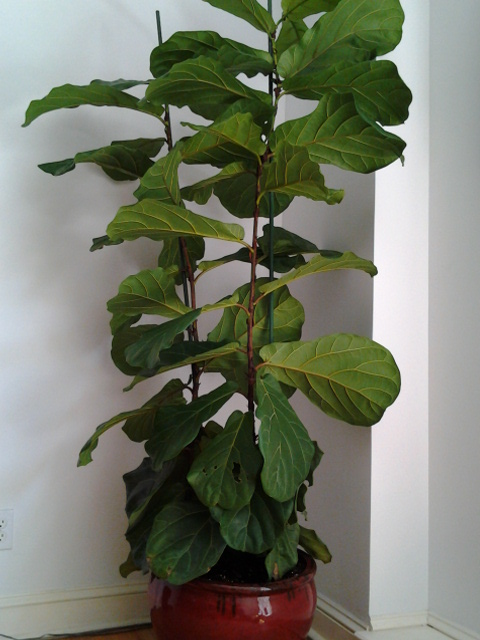
Фикус лировидный в домашних условиях

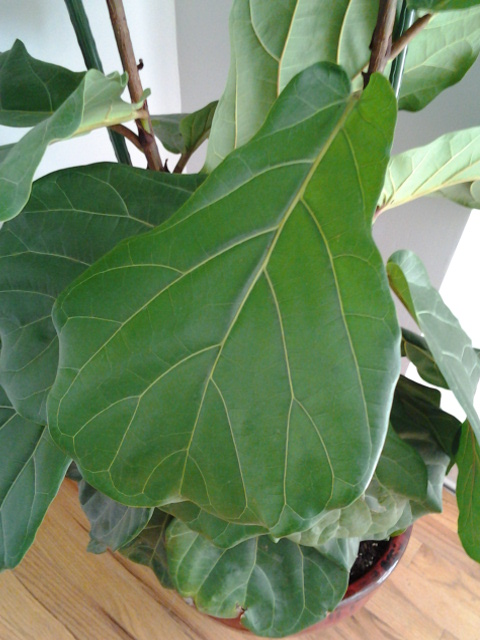
Лист фикуса лировидного

## Распространение
Произрастает в тропических лесах западной Африки.

## Культивирование в домашних условиях
Пользуется популярностью благодаря необычной форме листьев. Светолюбивое растение. При хорошем уходе очень быстро растет. Требует высокой влажности, желательно регулярное опрыскивание. Нуждается в опоре для придания устойчивости. Размножается стеблевыми черенками и воздушными отводками.